# Otto Meixner von Zweienstamm
Otto Meixner von Zweienstamm (Lobzów, 1. veljače 1858. – Mondsee, 10. listopada 1946.) je bio austrougarski general i vojni zapovjednik. Tijekom Prvog svjetskog rata zapovijedao je VII. korpusom na Istočnom bojištu.

## Vojna karijera
Otto Meixner je rođen 1. veljače 1858. u Lobzówu kraj Krakowa. Sin je potpukovnika Eduarda Meixnera. Istog dana rođen je i Ottov brat blizanac Hugo koji je također odabrao vojni poziv. Nakon završetka vojne škole u St. Pöltenu, te Terezijanske vojne akademije, od studenog 1878. s činom poručnika služi u 55. pješačkoj pukovniji. Potom pohađa Vojnu akademiju u Beču, te u svibnju 1883. dobiva promaknuće u čin natporučnika. Nakon toga služi u stožeru 22. pješačke brigade, te 55. pješačke divizije. Potom služi u operativnom odjelu Glavnog stožera tijekom koje službe je u svibnju 1886. promaknut u čin satnika. Od svibnja 1890. služi u 54. pješačkoj pukovniji smještenoj u Olomoucu, da bi potom bio instruktor za željeznice, komunikacije i opskrbu tijekom koje službe je u studenom 1892. bio promaknut u čin bojnika. U prosincu 1894. premješten je u Tehnički i upravni vojni odbor gdje također obnaša dužnost instruktora, nakon čega je u svibnju 1895. unaprijeđen u čin potpukovnika. Potom postaje načelnikom 3. odjela Tehničkog vojnog odbora, da bi nakon toga bio premješten u 35. pješačku pukovniju sa sjedištem u Pilsenu. U svibnju 1898. promaknut je u čin pukovnika, dok je u travnju 1899. imenovan zapovjednikom 13. pješačke pukovnije smještene u Krakowu.
U kolovozu 1904. imenovan je zapovjednikom 41. pješačke brigade da bi ubrzo nakon tog imenovanja, u studenom te iste godine, bio promaknut u čin general bojnika. U prosincu 1907. postaje načelnikom odjela pri austrijskom ministarstvu obrane, da bi mu u kolovozu 1908. zajedno s njegovim bratom Hugom, bila dodijeljena plemićka titula, te naslov "von Zweienstamm". U studenom 1908. promaknut je u čin podmaršala, dok u listopadu 1911. postaje zapovjednikom 4. pješačke divizije u Brnu. U svibnju 1912. imenovan je najprije privremenim, a od listopada te godine i trajnim zapovjednikom VII. korpusa sa sjedištem u Temišvaru. U svibnju 1913. unaprijeđen je u čin generala pješaštva.

## Prvi svjetski rat
Prema austrougarskom ratnom planu VII. korpus kojim je zapovijedao Meixner trebao je djelovati na Balkanskom bojištu gdje je i proveo prva dva tjedna rata držeći položaje na ušću Save i Dunava. Međutim, zbog loše situacije na Istočnom bojištu, VII. korpus je premješten na Istočno bojište gdje Meixner sudjeluje u Galicijskoj bitci. Nakon poraza u navedenoj bitci Meixner je 10. listopada 1914. smijenjen s mjesta zapovjednika VII. korpusa, te umirovljen.

## Poslije rata
Nakon završetka rata Meixner je ostao aktivan u veteranskim udrugama. Godine 1926. postao je predsjednikom Unije Alt-Neustadt, veteranske udruge koja je okupljala časnike austrougarske vojske koji su završili Terezijansku vojnu akademiju. Navedenu dužnost obnašao je do 1937. godine nakon čega je imenovan počasnim predsjednikom iste. 
Otto Meixner von Zweienstamm preminuo je 10. listopada 1946.  u 89. godini života u Mondseeu. Od studenog 1889. bio je oženjen s Margaret Kubin. Inače, istog dana i njegov brat blizanac Hugo oženio je Margaretinu sestru Auguste.

## Vanjske poveznice
(eng.) Otto Meixner von Zweienstamm na stranici Austro-Hungarian-Army.co.uk 

(eng.) Otto Meixner von Zweienstamm na stranici Oocities.org

(njem.) Otto Meixner von Zweienstamm na stranici Biographien.ac.at